# Cherrie Ying
Cherrie Ying (née le 20 juin 1983), de son vrai nom Ting Man, aussi connue sous les noms de Ying Choi-yi ou Cherrie In, est une actrice américano-taïwanaise connue pour ses rôles dans les films de Johnnie To.

## Biographie
Originaire de Taïwan, elle passe une partie de sa jeunesse à New York avant d'émigrer à Hong Kong.
Après ses débuts dans Fulltime Killer (2001), elle attire l'attention de la productrice Tiffany Chen, femme du producteur Charles Heung, et signe un contrat avec la China Star Entertainment Group. Depuis lors, elle poursuit sa carrière dans le cinéma hongkongais et continue de gagner en popularité.

## Vie privée
Ting se marie avec l'acteur et chanteur Jordan Chan le 14 février 2010 à A Little White Wedding Chapel (en) à Las Vegas. Ils ont un fils appelé Jasper.

## Filmographie

### Cinéma
| Année | Titre international        | Titre anglais      | Rôle         | Notes                     |
| ----- | -------------------------- | ------------------ | ------------ | ------------------------- |
| 2001  | Dance of a Dream           | 愛君如夢           | June         |                           |
| 2001  | Fulltime Killer            | 全職殺手           | Gigi         |                           |
| 2002  | The Wall                   | 黑道風雲           | San          |                           |
| 2002  | Visible Secret 2           | 幽靈人間II鬼味人間 | September    |                           |
| 2002  | My Left Eye Sees Ghosts    | 我左眼見到鬼       | Tina         |                           |
| 2002  | Fat Choi Spirit            | 嚦咕嚦咕新年財     | Cherrie      |                           |
| 2002  | Mighty Baby                | 絕世好B            | Ginger       |                           |
| 2003  | Naked Ambition (en)        | 豪情               | Pamela       |                           |
| 2003  | Why Me, Sweetie?!          | 失憶界女王         | Ding Ding    |                           |
| 2004  | Judo                       | 柔道龍虎榜         | Mona         |                           |
| 2004  | Itchy Heart                | 七年很癢           | Cherry       |                           |
| 2005  | Kung Fu Mahjong 2          | 雀聖2之自摸天后    | Fanny        |                           |
| 2005  | Himalaya Singh             | 喜馬拉亞星         | Tally        |                           |
| 2005  | Wait 'Til You're Older     | 童夢奇緣           | Miss Lee     |                           |
| 2005  | Slim till Dead             | 瘦身               | Cherry       |                           |
| 2006  | Karmic Mahjong             | 血戰到底           | Jiajia       |                           |
| 2006  | L'Expert de Hong Kong      | 寶貝計劃           | Li Man-yee   |                           |
| 2006  | Lethal Angels              | 魔鬼天使           | Emma         |                           |
| 2006  | Nothing Is Impossible      | 情意拳拳           | Vivian Siu   |                           |
| 2006  | Mr. 3 Minutes              | 3分鐘先生          | Lam Choi-yuk |                           |
| 2009  | Kung Fu Chefs              | 功夫廚神           | Sam Ching    |                           |
| 2009  | Poker King                 | 撲克王             | Season       |                           |
| 2010  | Wulin Xiaozhuan            | 武林笑传           |              | titre alternatif Xiyou Ji |
| 2010  | Virtual Recall             | 異空危情           |              |                           |
| 2011  | No Liar, No Cry            | 不怕賊惦記         |              |                           |
| 2011  | Great Wall, My Love        | 神州电影           |              |                           |
| 2012  | All's Well, Ends Well 2012 |                    |              |                           |
| 2012  | Marry a Perfect Man        |                    |              |                           |
| 2012  | The Mask of Love           |                    |              |                           |
| 2013  | A Complicated Story        |                    |              |                           |
| 2016  | Three Bad Guys             |                    |              |                           |
| 2016  | Good Take!                 |                    |              |                           |
| 2018  | Super App                  |                    |              |                           |
| 2019  | La Guerre des Cartels 2    | 掃毒2之天地對決    |              |                           |

,

### Télévision
| Année | Titre international             | Titre anglais      | Rôle                            | Notes                                          |
| ----- | ------------------------------- | ------------------ | ------------------------------- | ---------------------------------------------- |
| 2004  | Love Bird                       | 候鳥e人            | Shen Yunqing                    |                                                |
| 2005  | Legend - A Dream Named Desire   | 美麗傳說之星願     |                                 |                                                |
| 2005  | Legend - A Dream Named Desire 2 | 美丽傳說2 星願     |                                 |                                                |
| 2007  | Hong Kong Sisters               | 香港姊妹           | Lin Yuhong                      |                                                |
| 2008  | Royal Tramp                     | 鹿鼎記             | A'ke                            |                                                |
| 2008  | Xialü Tan'an                    | 侠侣探案           | Shen Xiaoyu                     | titre alternatif Situ Kong Tan'an (司徒空探案) |
| 2008  | Fengchuan Mudan                 | 凤穿牡丹           | Yu Zhilan                       |                                                |
| 2008  | Wo De Sanshi Nian               | 我的三十年         | Ou Jing                         |                                                |
| 2009  | Bing Shi Shuizhao De Shui       | 冰是睡着的水       |                                 |                                                |
| 2010  | Big Whaling Room                | 大捕房             | Guan Qingyue / Guan Qingshan    | titre alternatif Hou Shanghai Tan (后上海滩)   |
| 2015  | Alpha Beta                      | 天才在左, 疯子在右 | Li Shi Hui 李诗慧 (精神科医生） | également productrice[réf. nécessaire]         |
| 2017  | Midnight Diner                  |                    |                                 |                                                |